# Клесівська рівнина
Клесівська рівнина — слабохвиляста рівнина в Україні, в межах Поліської низовини, в межиріччі Случі та Уборті. Охоплює північно-східну частину Рівненської області та північно-західну частину Житомирської області. 
Протяжність з півночі на південь становить 60 км, зі заходу на схід 30—40 км. Висота до 220 м. Поверхня слабогорбиста з численними піщаними пасмами. Характерні виходи кристалічних порід (граніти, гнейси), що перекриваються пісками. Переважають денудаційні та водно-льодовикові форми рельєфу. Трапляються еолові форми. Долини річок неглибоко врізані. Під сосново-дубовими лісами формуються дерново-слабопідзолені ґрунти. Поширені болота; заболочені та перезволожені землі частково осушені. Є кар'єри з видобутку щебеню та бутового каменю; трапляється бурштин. 